# Університет Мальме
Університет Ма́льме (швед. Malmö universitet) — шведський університет, розташований у місті Мальме, Швеція. В університеті навчається понад 24 000 студентів і працює близько 1600 співробітників (академічних та адміністративних), що робить його дев'ятою за величиною навчальною установою Швеції. Він має угоди про обмін з більш ніж 240 університетами-партнерами по всьому світу, і приблизно третина студентів мають міжнародний досвід. Освітні програми університету зосереджені, серед іншого, на міграції, міжнародних відносинах, політології, сталому розвитку, урбаністиці і нових засобах масової інформації та технологіях. Він часто включає елементи стажування та проєктної роботи у тісній співпраці із зовнішніми партнерами.
Розташований на університетському острові в центрі міста, університет відіграв важливу роль у перетворенні Мальме з індустріального міста на освітній центр. Значна частина університетського містечка була побудована на території, яка до середини 1980-х років належала суднобудівній верфі Kockums, яка була ключовим елементом судноплавно-промислового Мальме.
Хоча цей заклад був заснований у 1998 році як університетський коледж (högskola), 1 січня 2018 року шведський міністр вищої освіти та досліджень надав йому повний університетський статус.

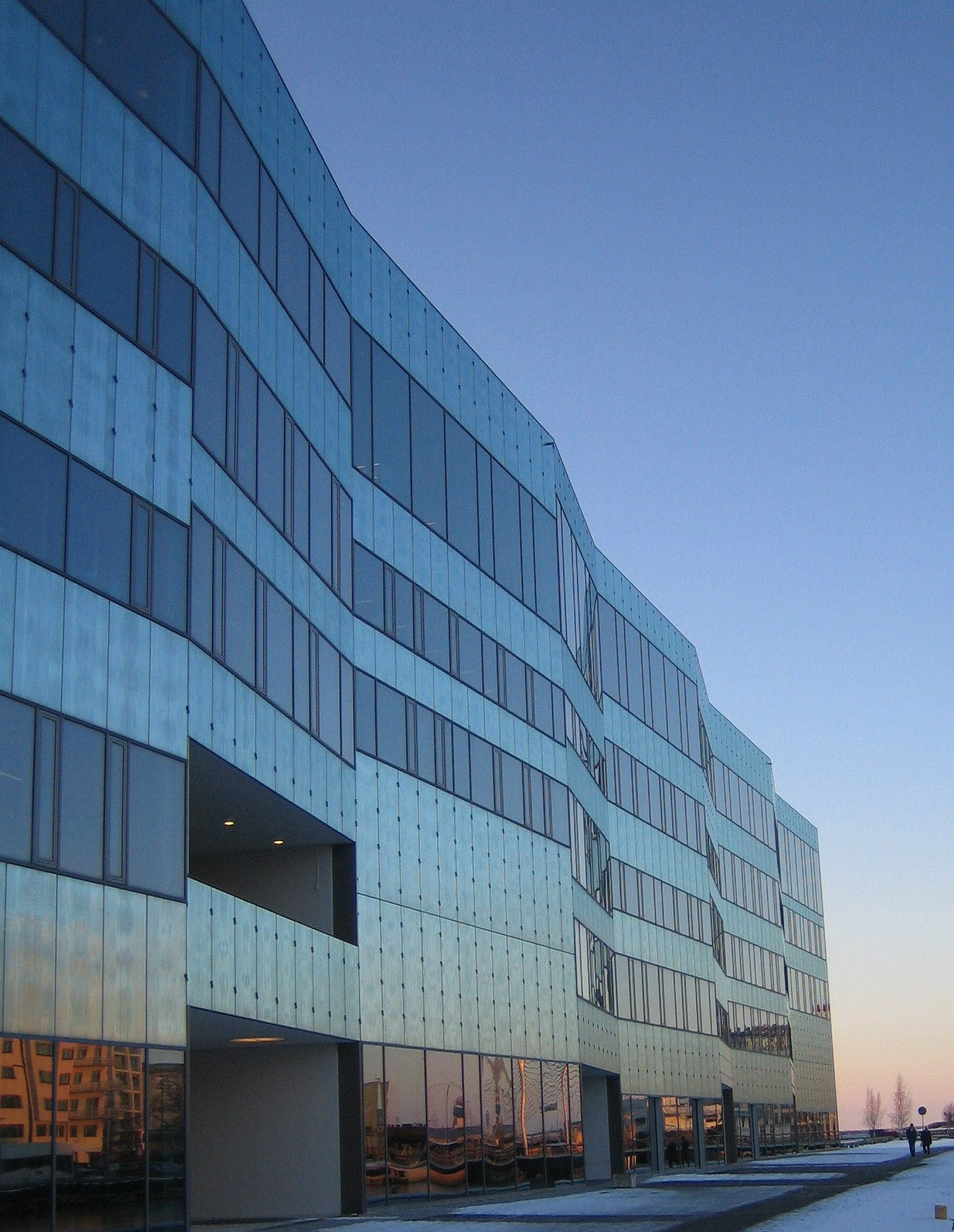
У будівлі Orkanen розташована бібліотека.

## Якість освіти

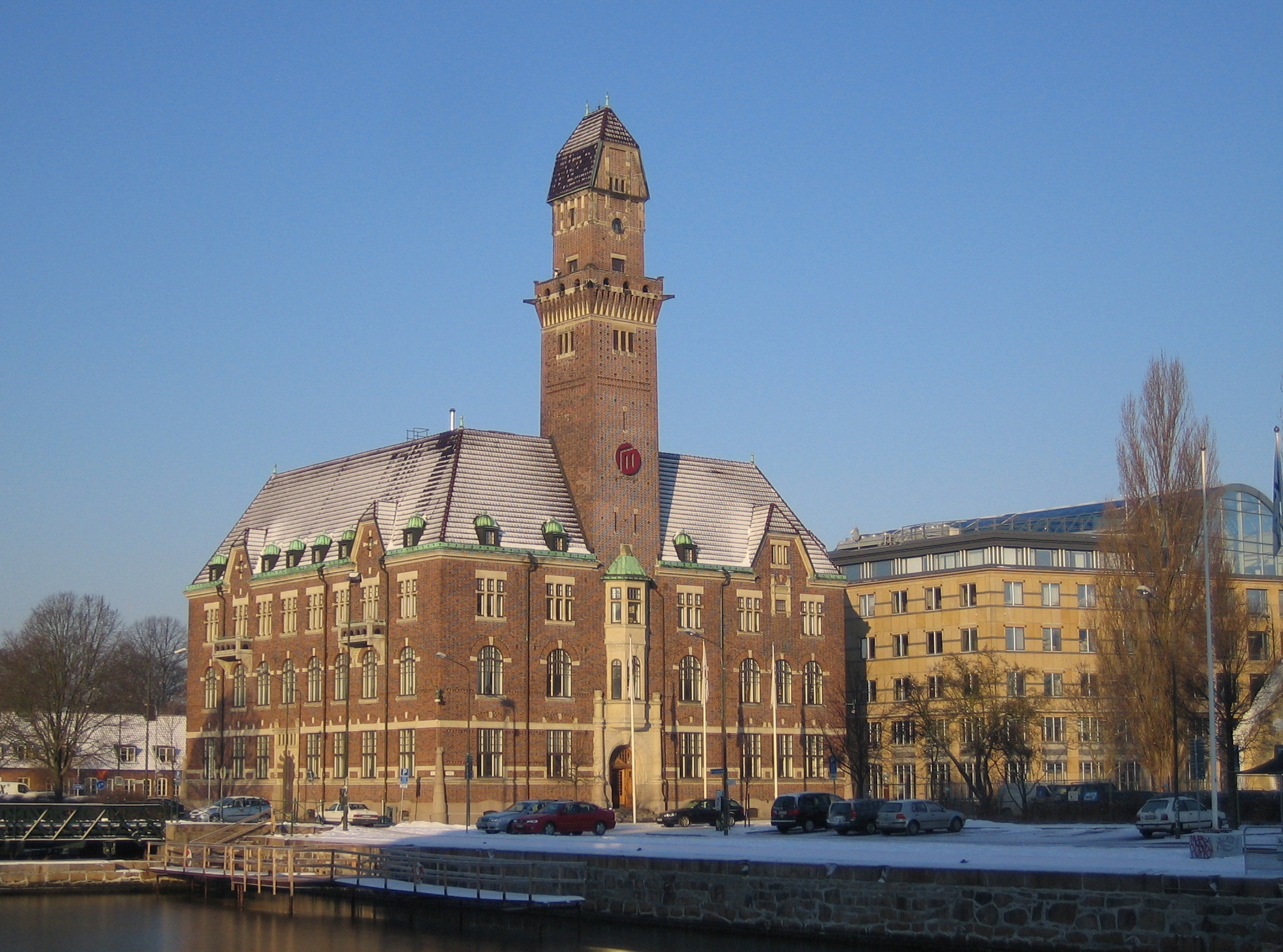
Ректорат

У 2007 році Шведське національне управління вищої освіти, за ініціативою уряду, найняло міжнародну експертну комісію для відзначення п'яти найкращих галузей освіти серед усіх університетів та коледжів Швеції. Одну з цих відзнак («Центр досконалості у вищій освіті») отримав одонтологічний факультет Університету Мальме; інші нагороди отримали Університет Лінчепінг (медицина та теорія управління / транспортна техніка), Королівський технологічний інститут (машинобудування) та Університет Умео (історія).

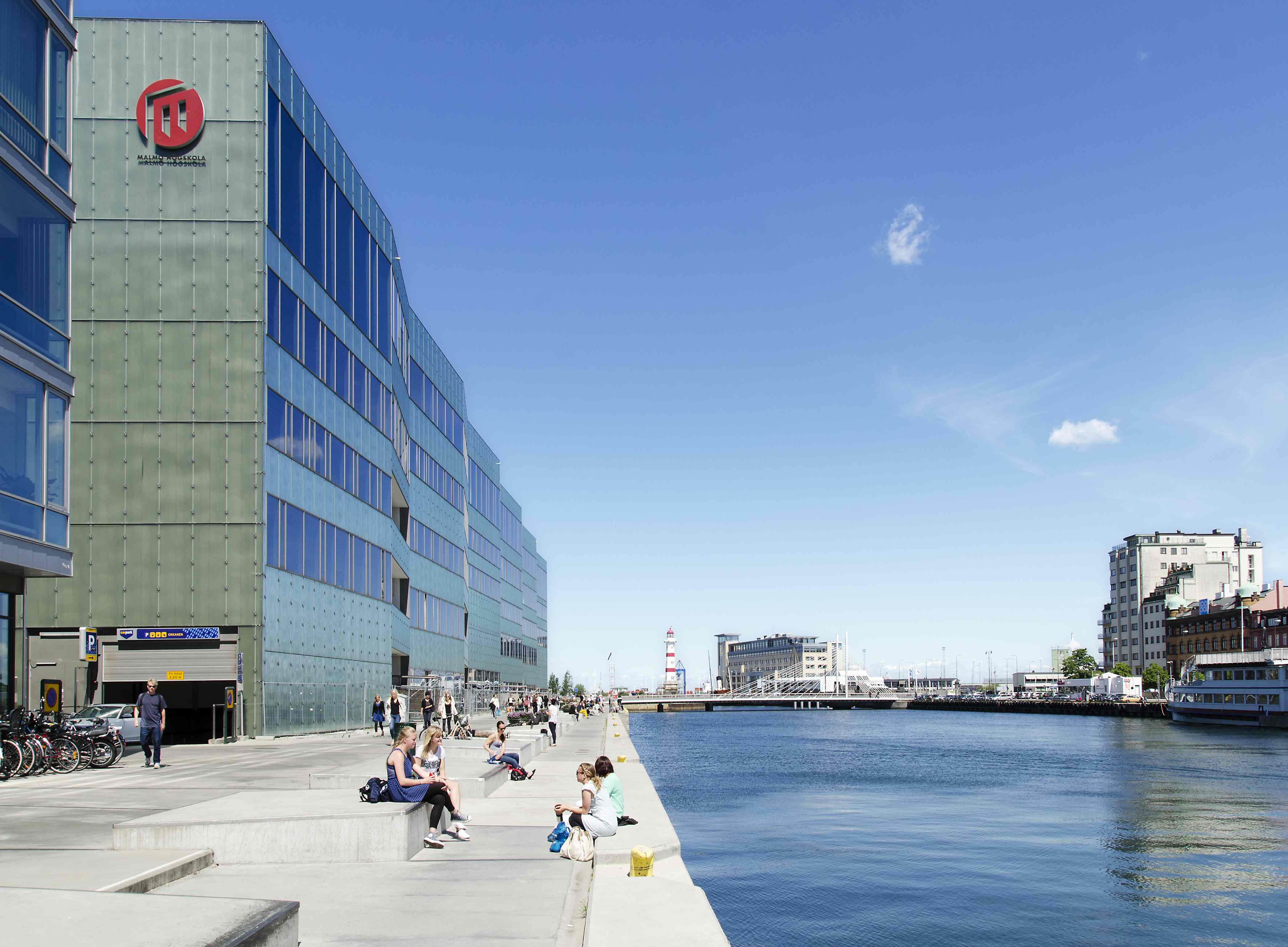
Набережна Єльмаре, де розташована будівля Orkanen
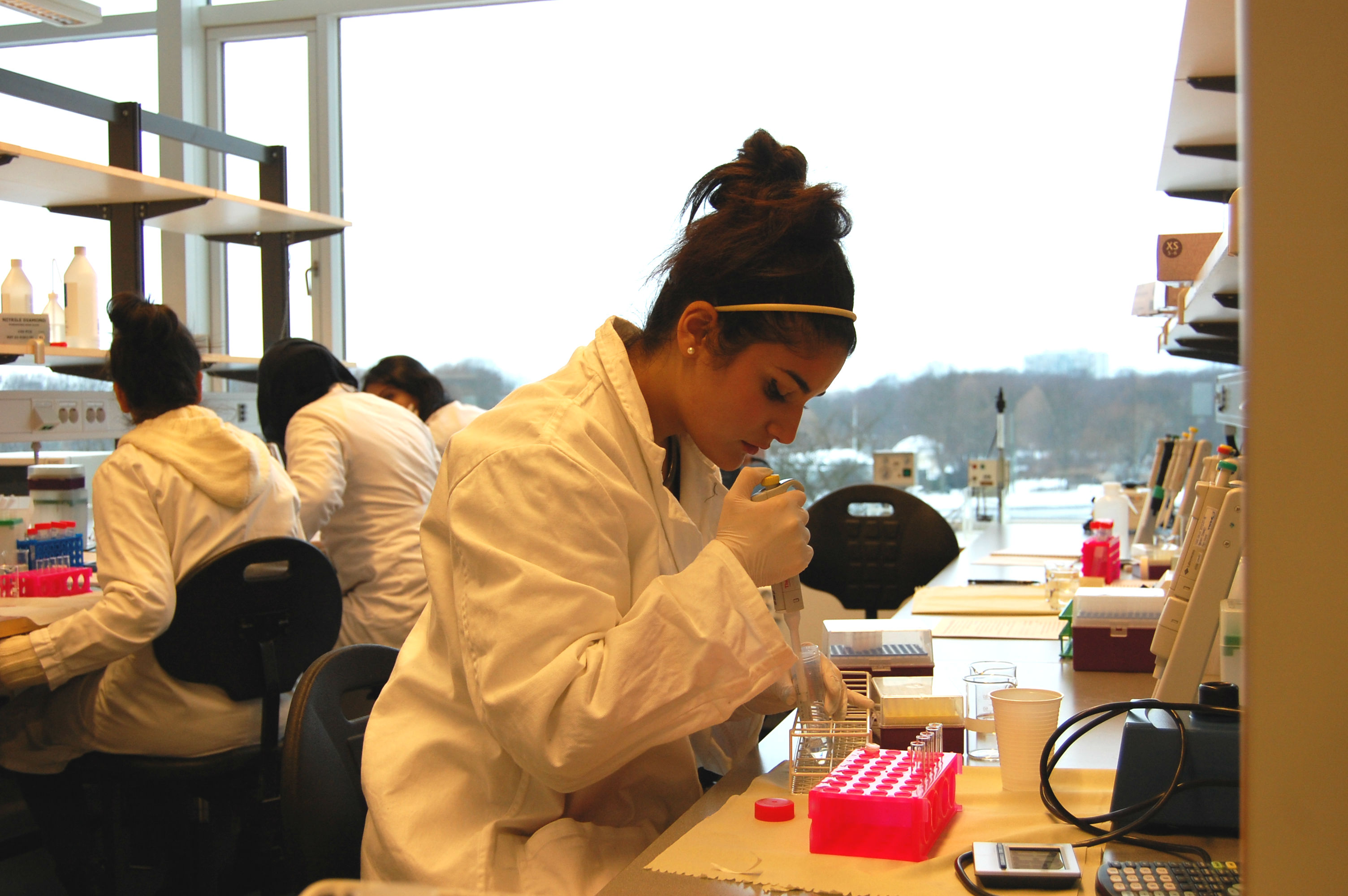
Лабораторія
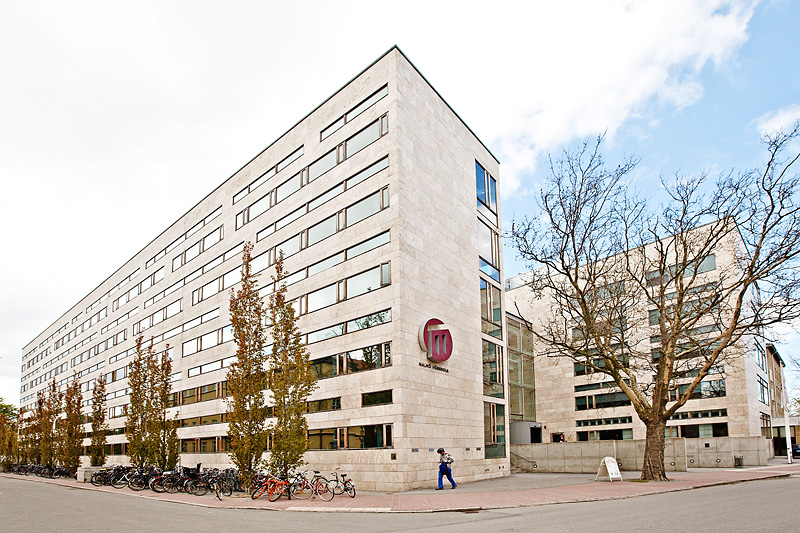
Факультет охорони здоров'я та суспільства
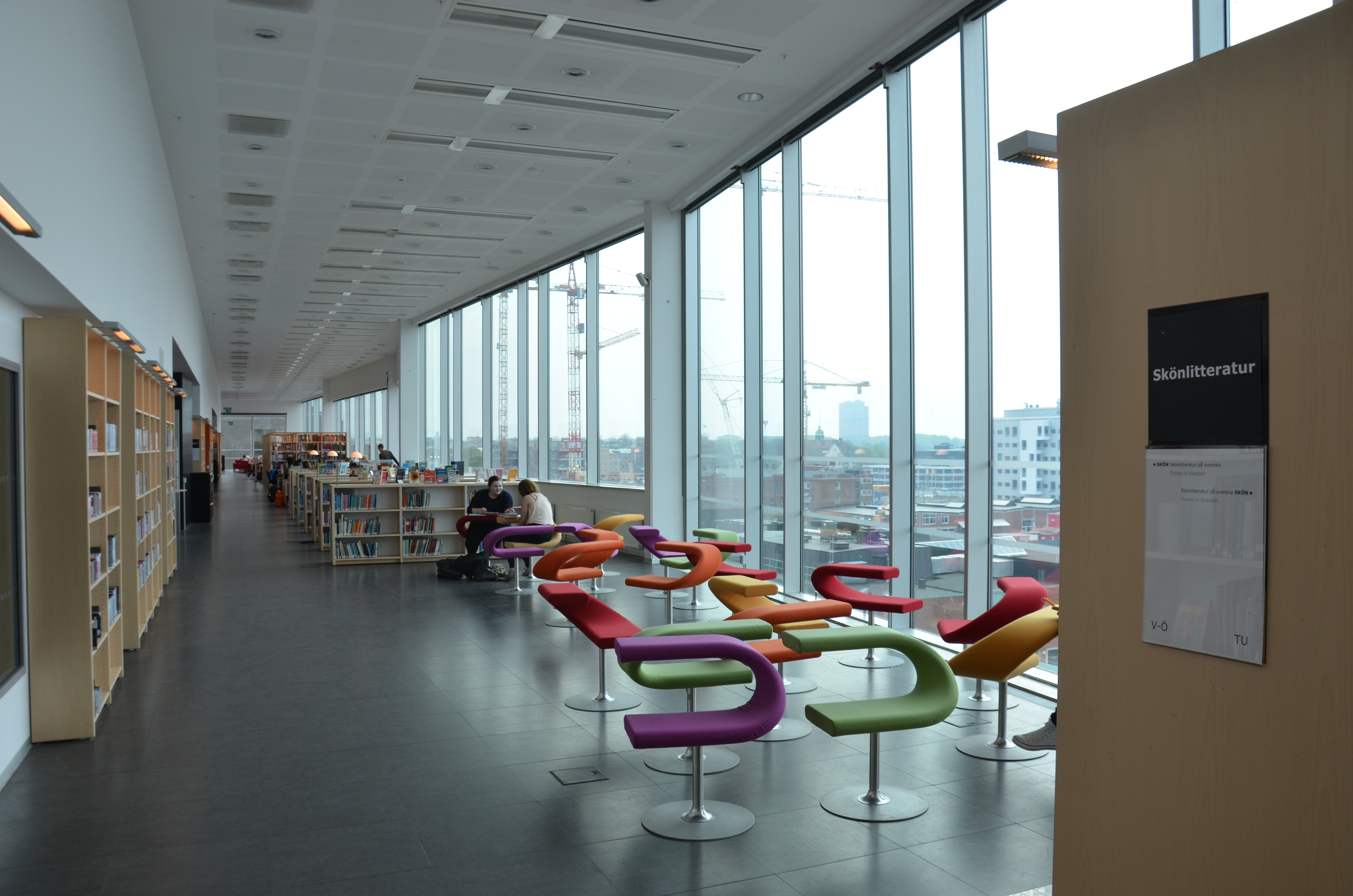
Бібліотека
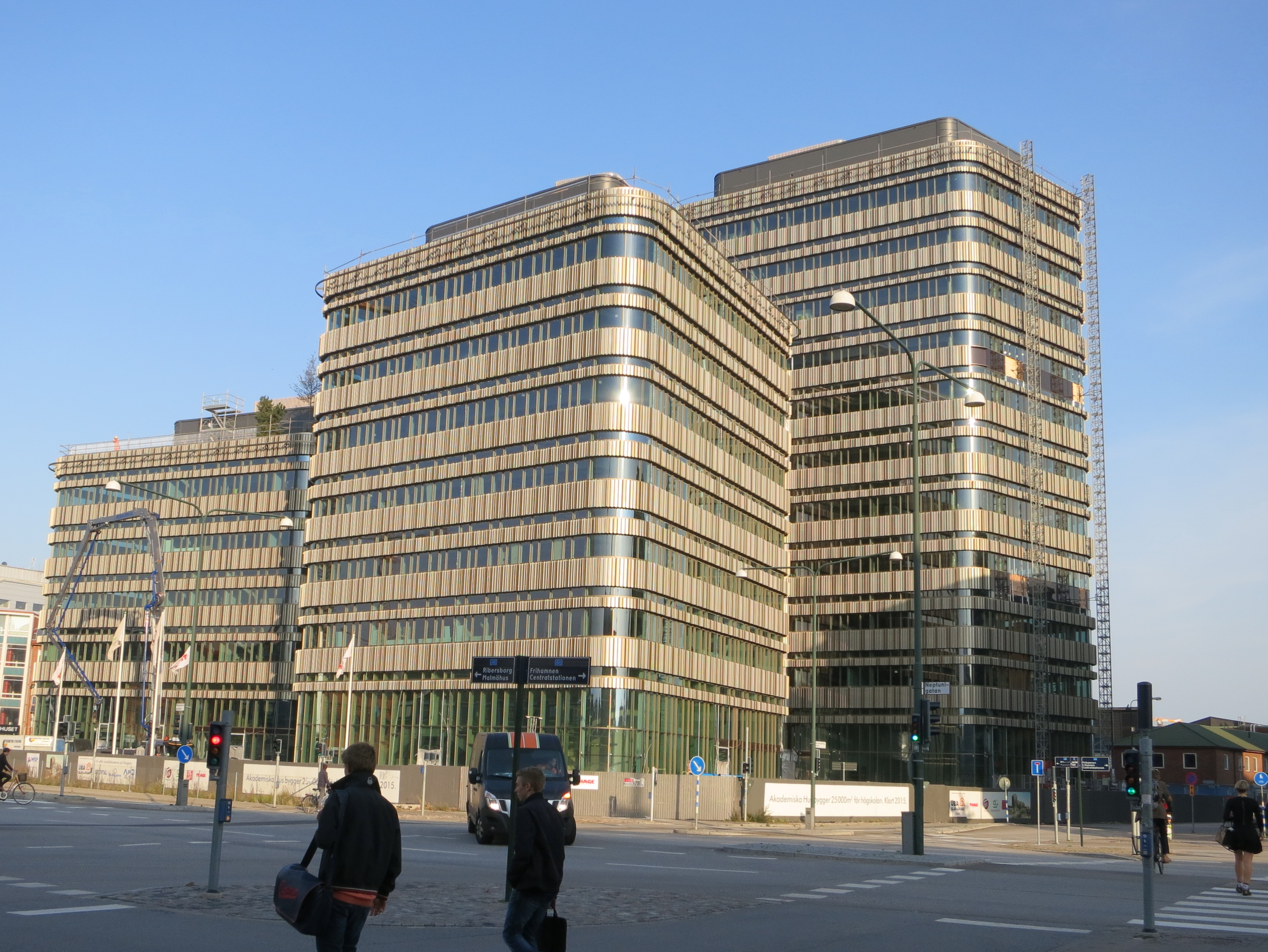
Будівля «Ніагара», де розташовані факультет технологій і суспільства, факультет культури і суспільства, адміністративні відділи університету

## Факультети
Університет Мальме має п'ять факультетів, всі з яких мають акредитовані міждисциплінарні напрямки досліджень:
- Факультет технологій та суспільства розташований у будівлі «Ніагара», недалеко від центрального залізничного вокзалу Мальме. На факультеті навчається приблизно 3000 студентів та 100 співробітників. Він має кафедру комп'ютерних наук та кафедру медіатехнологій та дизайну продуктів. Курси та спеціальності варіюють від інженерії та інформатики до розробки продуктів та дизайну та медіатехнологій. Дослідження зосереджені на інформатиці, матеріалознавстві, прикладній математиці та медіатехнологіях.
- Факультет культури та суспільства розташований у будівлі «Ніагара». На факультеті навчається 4900 студентів та близько 300 працівників. До його складу входять чотири інституції: Відділення глобальних політичних досліджень, Відділення урбаністики, Школа мистецтв та комунікацій та Відділення мови та мовознавства. Частиною цього факультету є три з пріоритетних освітніх та дослідницьких галузей університету Мальме: урбаністика (дослідження зосереджені на сталому середовищі та глобальних процесах змін), нові ЗМІ (орієнтовані на взаємодію нових ЗМІ, суспільних сфер та форм вираження поглядів) та міграція (дослідження процесів міжнародної міграції та їх причин і наслідків).
- Факультет освіти та суспільства є одним з найбільших педагогічних навчальних установ у Швеції. У ньому навчається близько 5000 студентів та працює 260 співробітників. Він розміщений поруч із центральним вокзалом Мальме у будівлі «Орканен». Він складається з відділень «Діти, молодь та суспільство», «Культура, мови та засоби масової інформації», «Індивід та суспільство», «Розвиток школи та лідерство», а також «Наука, довкілля, суспільство» та «Спортивні науки — спорт та дозвілля». Освіта вчителів варіюється від дошкільної до середньої школи / старшої школи. На факультеті проводять дослідження на теми теорії та практики навчання та виховання, розвитку та освіти дітей та молоді, культури та естетики в школі, педагогіки, неформального навчання, навчання через діалог, професійного розвитку, спорту в навчанні та суспільстві, соціальних історичних та культурних перспектив у сучасній історії.
- Факультет одонтології розташований поруч із залізничною станцією Тріангельн у Мальме. Його освітні програми ведуть до здобуття спеціальності гігієніст зубів, стоматолог або зубний технік. Дослідження охоплює широкий спектр: від молекулярно-біологічних досліджень тканин ротової порожнини до широкомасштабних досліджень здоров'я порожнини рота у різних поколінь, соціальних класів та міжнародних культур. Стоматологічна клініка — одна з найбільших в регіоні, в якій щорічно лікують понад 10 000 пацієнтів.
- Факультет охорони здоров'я та суспільства налічує приблизно 4600 студентів та 260 співробітників і в основному розташований на території університетської лікарні в Мальме.[13] Він складається з п'яти відділень: «Біомедична наука», «Наука про догляд», «Кримінологія», «Здоров'я та соціальне забезпечення» та «Відділення соціальної роботи». Освітня та наукова діяльність на факультеті спрямована на сприяння створенню бази знань з метою збереження, підтримки та зміцнення фізичного, психологічного та соціального здоров'я людей. Факультет готує медсестер, соціальних працівників, науковців з питань охорони здоров'я та біомедичних працівників.

## Основні напрямки досліджень
- Біофільми та біоінтерфейси
- Комп'ютерна наука
- Кримінологія
- Освітні науки
- Здоров'я та соціальні умови
- Інформаційні технології
- Матеріалознавство
- Міграція та міжнародні відносини
- Нові ЗМІ
- Одонтологія
- Спортивна наука
- Сталий розвиток міст
- Лідерство